# Бібе-і-Сарратеш
Бібе́-і-Саррате́ш (кат. Viver i Serrateix, вимова літературною каталанською [bi'βe i sərə'tεʃ']) - муніципалітет, розташований в Автономній області Каталонія, в Іспанії. Код муніципалітету за номенклатурою Інституту статистики Каталонії - 83089. Знаходиться у районі (кумарці) Барґаза (коди району - 14 та BD) провінції Барселона, згідно з новою адміністративною реформою перебуватиме у складі Баґарії (округи) Центральна Каталонія. 

## Назва муніципалітету
Назва муніципалітету походить від лат. vivarĭu та лат. serra taxi - "невеликий гірський хребет, де росте тис ягідний".

## Населення
Населення міста (у 2007 р.) становить 192 особи (з них менше 14 років - 14,6%, від 15 до 64 - 63,5%, понад 65 років - 21,9%). У 2006 р. народжуваність склала 2 особи, смертність - 0 осіб, зареєстровано 0 шлюбів. У 2001 р. активне населення становило 88 осіб, з них безробітних - 5 осіб.

Серед осіб, які проживали на території міста у 2001 р., 184 народилися в Каталонії (з них 133 особи у тому самому районі, або кумарці), 5 осіб приїхало з інших областей Іспанії, а 0 осіб приїхало з-за кордону. 

Вищу освіту має 9,5% усього населення. 

У 2001 р. нараховувалося 49 домогосподарств (з них 10,2% складалися з однієї особи, 22,4% з двох осіб,14,3% з 3 осіб, 16,3% з 4 осіб, 14,3% з 5 осіб, 12,2% з 6 осіб, 6,1% з 7 осіб, 2% з 8 осіб і 2% з 9 і більше осіб).

Активне населення міста у 2001 р. працювало у таких сферах діяльності : у сільському господарстві - 38,6%, у промисловості - 14,5%, на будівництві - 8,4% і у сфері обслуговування - 38,6%. 

 У муніципалітеті або у власному районі (кумарці) працює 75 осіб, поза районом - 35 осіб.

### Безробіття
У 2007 р. нараховувалося 3 безробітних (у 2006 р. - 4 безробітних), з них чоловіки становили 0%, а жінки - 100%.

## Економіка

### Підприємства міста

#### Промислові підприємства
| \| Промислові підприємства міста, за сферою діяльності \| Промислові підприємства міста, за сферою діяльності \| Промислові підприємства міста, за сферою діяльності \| \| Рік \| 2002 р. \| 2001 р. \| \| --------------------------------------------------- \| --------------------------------------------------- \| --------------------------------------------------- \| \| Енергетичні та водні ресурси \| 0% \| 0% \| \| Хімія та метали \| 50% \| 50% \| \| Переробка металів \| 0% \| 0% \| \| Продукти харчування \| 0% \| 0% \| \| Текстиль \| 0% \| 0% \| \| Виробництво меблів, видання \| 50% \| 50% \| \| Інше \| 0% \| 0% \| \| Усього підприємств \| 2 \| 2 \| |         |         |
| Промислові підприємства міста, за сферою діяльності |         |         |
| Рік | 2002 р. | 2001 р. |
| Енергетичні та водні ресурси | 0%      | 0%      |
| Хімія та метали | 50%     | 50%     |
| Переробка металів | 0%      | 0%      |
| Продукти харчування | 0%      | 0%      |
| Текстиль | 0%      | 0%      |
| Виробництво меблів, видання | 50%     | 50%     |
| Інше | 0%      | 0%      |
| Усього підприємств | 2       | 2       |

#### Сфера послуг
| \| Підприємства міста, що працюють у сфері послуг, за діяльністю \| Підприємства міста, що працюють у сфері послуг, за діяльністю \| Підприємства міста, що працюють у сфері послуг, за діяльністю \| \| Рік \| 2002 р. \| 2001 р. \| \| ------------------------------------------------------------- \| ------------------------------------------------------------- \| ------------------------------------------------------------- \| \| Гуртова торгівля \| 21,4% \| 21,4% \| \| Готелі та готельний бізнес \| 21,4% \| 21,4% \| \| Транспорт та зв'язок \| 14,3% \| 14,3% \| \| Посередницькі фінансові послуги \| 0% \| 0% \| \| Послуги підприємствам \| 14,3% \| 14,3% \| \| Послуги фізичним особам \| 21,4% \| 21,4% \| \| Нерухомість та ін. \| 7,1% \| 7,1% \| \| Усього підприємств \| 14 \| 14 \| |         |         |
| Підприємства міста, що працюють у сфері послуг, за діяльністю |         |         |
| Рік | 2002 р. | 2001 р. |
| Гуртова торгівля | 21,4%   | 21,4%   |
| Готелі та готельний бізнес | 21,4%   | 21,4%   |
| Транспорт та зв'язок | 14,3%   | 14,3%   |
| Посередницькі фінансові послуги | 0%      | 0%      |
| Послуги підприємствам | 14,3%   | 14,3%   |
| Послуги фізичним особам | 21,4%   | 21,4%   |
| Нерухомість та ін. | 7,1%    | 7,1%    |
| Усього підприємств | 14      | 14      |

## Житловий фонд
У 2001 р. 0% усіх родин (домогосподарств) мали житло метражем до 59 м², 18,4% - від 60 до 89 м², 22,4% - від 90 до 119 м² і
59,2% - понад 120 м².

З усіх будівель у 2001 р. 54,7% було одноповерховими, 43,2% - двоповерховими, 2,1
% - триповерховими, 0% - чотириповерховими, 0% - п'ятиповерховими, 0% - шестиповерховими,
0% - семиповерховими, 0% - з вісьмома та більше поверхами.

## Автопарк
| \| Автомобілі, зареєстровані у місті, за призначенням \| Автомобілі, зареєстровані у місті, за призначенням \| Автомобілі, зареєстровані у місті, за призначенням \| \| Рік \| 2006 р. \| 2005 р. \| \| -------------------------------------------------- \| -------------------------------------------------- \| -------------------------------------------------- \| \| Приватні автомобілі \| 58% \| 59,4% \| \| Мотоцикли \| 9,1% \| 8,8% \| \| Вантажівки \| 24,2% \| 24% \| \| Трактори \| 1,7% \| 1,8% \| \| Автобуси та ін. \| 6,9% \| 6% \| \| Усього автомобілів \| 231 шт. \| 217 шт. \| |         |         |
| Автомобілі, зареєстровані у місті, за призначенням |         |         |
| Рік | 2006 р. | 2005 р. |
| Приватні автомобілі | 58%     | 59,4%   |
| Мотоцикли | 9,1%    | 8,8%    |
| Вантажівки | 24,2%   | 24%     |
| Трактори | 1,7%    | 1,8%    |
| Автобуси та ін. | 6,9%    | 6%      |
| Усього автомобілів | 231 шт. | 217 шт. |

## Вживання каталанської мови
У 2001 р. каталанську мову у місті розуміли 99,5% усього населення (у 1996 р. - 100%), вміли говорити нею 92,5% (у 1996 р. - 
97,4%), вміли читати 91,4% (у 1996 р. - 97,9%), вміли писати 88,2
% (у 1996 р. - 96,3%). Не розуміли каталанської мови 0,5%.

## Політичні уподобання
У виборах до Парламенту Каталонії у 2006 р. взяло участь 128 осіб (у 2003 р. - 133 особи). Голоси за політичні сили розподілилися таким чином:
| \| Вибори до Парламенту Каталонії \| Вибори до Парламенту Каталонії \| Вибори до Парламенту Каталонії \| \| Рік \| 2006 р. \| 2003 р. \| \| -------------------------------------- \| ------------------------------ \| ------------------------------ \| \| Конвергенція та Єднання (CiU) \| 79,7% \| 85% \| \| Соціалістична партія Каталонії (PSC) \| 0% \| 0,8% \| \| Народна партія (PP) \| 3,9% \| 0,8% \| \| Ініціатива за зелену Каталонію (IC) \| 3,1% \| 0% \| \| Республіканська лівиця Каталонії (ERC) \| 10,2% \| 13,5% \| \| Громадянська партія (C's) \| 1,6% \| 0% \| \| Інші \| 1,6% \| 0% \| |         |         |
| Вибори до Парламенту Каталонії |         |         |
| Рік | 2006 р. | 2003 р. |
| Конвергенція та Єднання (CiU) | 79,7%   | 85%     |
| Соціалістична партія Каталонії (PSC) | 0%      | 0,8%    |
| Народна партія (PP) | 3,9%    | 0,8%    |
| Ініціатива за зелену Каталонію (IC) | 3,1%    | 0%      |
| Республіканська лівиця Каталонії (ERC) | 10,2%   | 13,5%   |
| Громадянська партія (C's) | 1,6%    | 0%      |
| Інші | 1,6%    | 0%      |